# ФК Спартак Москва
Спартак Москва (рус. Футбольный клуб „Спартак-Москва“) је руски фудбалски клуб из Москве. Освајач је 12 Совјетских првенстава и 9 купова. Од распада Совјетског Савеза 10 пута је био шампион Русије и 4 пута је освојио куп.

## Историја
У раним данима постојања Совјетског Савеза многе државне институције као што су војска, полиција и железница су основале своје фудбалске клубове. За разлику од њих Спартак је основан 1922. као тим трговачке уније, тако да су га многи сматрали „народним тимом“. Оснивач је био Николај Староштин. Он је клуб назвао по Спартаку, робу који је водио побуну против Рима. 
Од 1935 клуб је део Спартаковог спортског друштва.

### Совјетска ера
Први тренер Спартака је био Чехословак Антонин Фивебр, иако је обављао посао консултанта у неколико других клубова. Године 1936. основана је Совјетска прва лига и први шампион је био московски Динамо док је другу титулу освојио Спартак. Пре Другог светског рата Спартак је освојио још две титуле.
Током педесетих година двадесетог века Спартак је доминирао Совјетском лигом заједно са Динамом. Совјетски државни тим који је освојио златну медаљу на олимпијским играма у Мелбурну је био сачињен већином од играча Спартака. Шездесетих година клуб је освојио још две титуле али већ средином ове декаде Спартак више није био сматран водећим совјетским клубом. Клуб је још лошије играо током седамдесетих, да би 1976. године испао у нижу лигу.
Током наредне године стадион је био пун иако је Спартак играо у нижем рангу такмичења. Већ 1977. тим се враћа у прву лигу, да би 1979. године освојио титулу у победи над кијевским Динамом. Овај период се сматра почетком модерног навијања у Совјетском Савезу, највише захваљујући навијачима Спартака.
Током утакмице између Спартака и холандског Харлема у купу Уефа 20. октобра 1982. године на стадиону Лужники, дошло је до стампеда у којем је живот изгубило 66 особа и ово је до данашњег дана најгора трагедија у руском спорту.
Године 1989. Спартак је освојио своју последњу титулу у Совјетском шампионату пре распада Совјетског Савеза.

### Модерна времена
Након распада Совјетског Савеза основана је нова Руска лига. Спартак је доминирао и освоје све титуле између 1992. и 2001. године, предвођен Олегом Романцевим, тренером и председником клуба.
Проблеми почињу у новом веку када неколико првотимаца напуштају клуб након конфликта са Романцевим. Године 2003. нафтни тајкун Андреј Червиченко постаје већински власник Спартака и његов председник. Међутим он већ 2004. године продаје свој удео у клубу власнику Лукоила Леониду Федуну. Спартак је од тада освојио само једну титулу првака државе, 2017. године.

## Стадион
Спартак никад није имао свој стадион већ је играо на различитим московским фудбалским теренима. Клуб је дуго користио стадион Лужњики који званично припада његовом ривалу Торпеду. Међутим 2007 је почела изградња новог стадиона близу московског аеродрома Тушино. Откритије арена је завршена 2014. године као један од стадиона на којем ће бити одржано светско првенство у фудбалу 2018. Стадион је свечано отворен 5. септембра 2014, пријатељском утакмицом између Спартака и Црвене звезде.

## Ривали
Највећи ривал Спартака у последњих двадесет година је ЦСКА. Ту су још и други московски тимови Динамо, Локомотива и Зенит из Санкт Петербурга. У време СССР највеће супарништво је било са Динамом из Кијева.

## Навијачи
Навијачи Спартака су у братским односима са навијачима Црвене звезде и Олимпијакоса и чине заједно групу названу Ortodox Brothers (Православна браћа).

## Трофеји
- Национално првенство: Укупно 22 (Рекорд)
- Првенство Совјетског Савеза: 12 (Рекорд)
  - 1936, 1938, 1939, 1952, 1953, 1956, 1958, 1962, 1969, 1979, 1987, 1989
- Премијер лига Русије: 10
  - 1992, 1993, 1994, 1996, 1997, 1998, 1999, 2000, 2001, 2017
- Куп: Укупно 14
- Куп Русије: 4
  - 1994, 1998, 2003, 2022
- Куп Совјетског Савеза: 10
  - 1938, 1939, 1946, 1947, 1950, 1958, 1963, 1965, 1971, 1992
- Куп федерације Совјетског Савеза: 1
  - 1987
- Суперкуп Русије: 1
  - 2017

## ФК Спартак Москва на вечној табелиПремијер лигеод 1992.
Стање на 18. октобар 2021.
| Плас. | Тим            | Број сезона | ИГ  | Д   | Н   | ИЗ  | ГД   | ГП  | ГР   | Бод  |
| ----- | -------------- | ----------- | --- | --- | --- | --- | ---- | --- | ---- | ---- |
| 1     | Спартак Москва | 30          | 904 | 491 | 214 | 199 | 1615 | 959 | +500 | 1687 |

## ФК Спартак Москва у европским такмичењима
| Сезона  | Такмичење                      | Ранг               | Земља                                            | Клуб                  | Резултат            |
| ------- | ------------------------------ | ------------------ | ------------------------------------------------ | --------------------- | ------------------- |
| 1966/67 | Куп победника купова           | 1 коло             | Социјалистичка Федеративна Република Југославија | ОФК Београд           | 3-1, 3-0            |
|         |                                | осмина финала      | Аустрија                                         | ФК Рапид Беч          | 1-1, 0-1            |
| 1970/71 | Лига шампиона                  | 1 коло             | Швајцарска                                       | Базел                 | 3-2, 12             |
| 1971/72 | УЕФА куп                       | 1 коло             | Чешка                                            | ФК Кошице             | 2-0, 1-2            |
|         |                                | 2 коло             | Португалија                                      | ФК Виторија Сетубал   | 0-0, 0-4            |
| 1972/73 | Куп победника купова           | 1 коло             | Холандија                                        | ФК Ден Хаг            | 1-0, 0-0            |
|         |                                | осмина финала      | Шпанија                                          | Атлетико Мадрид       | 4-3, 1-2            |
|         |                                | четвртфинале       | Италија                                          | Милан                 | 0-1, 1-1            |
| 1974/75 | УЕФА куп                       | 1 коло             | Социјалистичка Федеративна Република Југославија | Вележ Мостар          | 3-1, 0-2            |
| 1975/76 | УЕФА куп                       | 1 коло             | Шведска                                          | ФК АИК Стокхолм       | 1-1, 1-0            |
|         |                                | 2 коло             | Њемачка                                          | ФК Келн               | 2-0, 1-0            |
|         |                                | осмина финала      | Италија                                          | ФК Милан              | 0-4, 2-0            |
| 1980/81 | Лига шампиона                  | 1 коло             | Луксембург                                       | Женес Еш              | 5-0, 4-0            |
|         |                                | осмина финала      | Данска                                           | ФК Есбјерг            | 3-0, 0-2            |
|         |                                | четвртфинале       | Шпанија                                          | ФК Реал Мадрид        | 0-0, 0-2            |
| 1981/82 | УЕФА куп                       | 1 коло             | Белгија                                          | ФК Клуб Бриж          | 3-1, 3-1            |
|         |                                | 2 коло             | Њемачка                                          | ФК Кајзерслаутерн     | 2-1, 0-4            |
| 1982/83 | УЕФА куп                       | 1 коло             | Енглеска                                         | ФК Арсенал            | 3-2, 5-2            |
|         |                                | 2 коло             | Холандија                                        | ХФК Харлем            | 2-0, 3-1 *          |
|         |                                | осмина финала      | Шпанија                                          | ФК Валенсија          | 0-0, 0-2            |
| 1983/84 | УЕФА куп                       | 1 коло             | Финска                                           | ФК Хелсинки           | 2-0, 5-0            |
|         |                                | 2 коло             | Енглеска                                         | ФК Астон Вила         | 2-2, 2-1            |
|         |                                | осмина финала      | Холандија                                        | ФК Спарта Ротердам    | 1-1, 2-0            |
|         |                                | четвртфинале       | Белгија                                          | ФК Андерлехт          | 2-4, 1-0            |
| 1984/85 | УЕФА куп                       | 1 коло             | Данска                                           | ФК Одензе             | 5-1, 2-1            |
|         |                                | 2 коло             | Источна Немачка                                  | ФК Локомотива Лајпциг | 1-1, 2-0            |
|         |                                | осмина финала      | Њемачка                                          | ФК Келн               | 1-0, 0-2            |
| 1985/86 | УЕФА куп                       | 1 коло             | Финска                                           | ТПС Турку             | 1-0, 3-1            |
|         |                                | 2 коло             | Белгија                                          | ФК Клуб Бриж          | 1-0, 3-1)           |
|         |                                | осмина финала      | Француска                                        | ФК Нант               | 0-1, 1-1            |
| 1986/87 | УЕФА куп                       | 1 коло             | Швајцарска                                       | ФК Луцерн             | 0-0, 1-0            |
|         |                                | 2 коло             | Француска                                        | ФК Тулуза             | 1-3, 5-1            |
|         |                                | осмина финала      | Аустрија                                         | ФК Сваровски Тирол    | 1-0, 0-2            |
| 1987/88 | УЕФА куп                       | 1 коло             | Источна Немачка                                  | ФК Динамо Дрезден     | 3-0, 0-1            |
|         |                                | 2 коло             | Њемачка                                          | ФК Вердер Бремен      | 4-1, 2-6            |
| 1988/89 | Лига шампиона                  | 1 коло             | Северна Ирска                                    | ФК Гленторан          | 2-0, 1-1            |
|         |                                | осмина финала      | Румунија                                         | ФК Стеауа Букурешт    | 0-3, 1-2            |
| 1989/90 | УЕФА куп                       | 1 коло             | Италија                                          | ФК Аталанта           | 0-0, 2-0            |
|         |                                | 2 коло             | Њемачка                                          | ФК Келн               | 1-3, 0-0            |
|         |                                | осмина финала      | Пољска                                           | ФК Виђев              | 2-0, 0-1            |
|         |                                | четвртфинале       | Социјалистичка Федеративна Република Југославија | ФК Жељезничар         | 0-2, 1-1            |
| 1990/91 | Лига шампиона                  | 1 коло             | Чешка                                            | ФК Спарта Праг        | 2-0, 2-0            |
|         |                                | осмина финала      | Италија                                          | ФК Наполи             | 0-0, 0-0 (5-3 пен.) |
|         |                                | четвртфинале       | Шпанија                                          | ФК Реал Мадрид        | 0-0, 3-1            |
|         |                                | полуфинале         | Француска                                        | ФК Олимпик Марсеј     | 1-3, 1-2            |
| 1991/92 | УЕФА куп                       | 1 коло             | Финска                                           | MP Mikkeli            | 2-0, 3-1            |
|         |                                | 2 коло             | Грчка                                            | ФК АЕК Атина          | 0-0, 1-2            |
| 1992/93 | Куп победника купова у фудбалу | 1 коло             | Луксембург                                       | Avenir Beggen         | 0-0, 5-1            |
|         |                                | осмина финала      | Енглеска                                         | ФК Ливерпул           | 4-2, 2-0            |
|         |                                | четвртфинале       | Холандија                                        | ФК Фајенорд Ротердам  | 1-0, 3-1            |
|         |                                | полуфинале         | Белгија                                          | ФК Ројал Антверпен    | 1-0, 1-3            |
| 1993/94 | Лига шампиона                  | 1 коло             | Летонија                                         | ФК Сконто Рига        | 5-0, 4-0            |
|         |                                | 2 коло             | Пољска                                           | ФК Лех Познањ         | 5-1, 2-1            |
|         |                                | Група              | Француска                                        | ФК Монако             | 1-4, 0-0            |
|         |                                | Група              | Турска                                           | ФК Галатасарај        | 0-0, 2-1            |
|         |                                | Група              | Шпанија                                          | ФК Барселона          | 2-2, 1-5            |
| 1994/95 | Лига шампиона                  | Група              | Украјина                                         | ФК Динамо Кијев       | 2-3, 1-0            |
|         |                                | Група              | Француска                                        | Пари Сен Жермен       | 1-2, 1-4            |
|         |                                | Група              | Њемачка                                          | Бајерн Минхен         | 1-1, 1-2            |
| 1995/96 | Лига шампиона                  | Група              | Енглеска                                         | ФК Блекбурн Роверс    | 1-0, 3-0            |
|         |                                | Група              | Пољска                                           | ФК Легија Варшава     | 2-1, 1-0            |
|         |                                | Група              | Норвешка                                         | ФК Розенборг          | 4-2, 4-1            |
|         |                                | четвртфинале       | Француска                                        | ФК Нант               | 0-2, 2-2            |
| 1996/97 | УЕФА куп                       | 2 коло кв.         | Хрватска                                         | НК Динамо Загреб      | 1-3, 2-0            |
|         |                                | 1 коло             | Данска                                           | ФК Силкеборг          | 3-2, 2-1            |
|         |                                | 2 коло             | Њемачка                                          | Хамбургер             | 0-3, 2-2            |
| 1997/98 | Лига шампиона                  | 2 коло             | Словачка                                         | ФК Кошице             | 1-2, 0-0            |
| 1997/98 | УЕФА куп                       | 1 коло             | Швајцарска                                       | ФК Сион               | 1-0, 5-1            |
|         |                                | 2 коло             | Шпанија                                          | ФК Реал Ваљадолид     | 2-0, 2-1            |
|         |                                | осмина финала      | Њемачка                                          | ФК Карлсруе           | 0-0, 1-0            |
|         |                                | четвртфинале       | Холандија                                        | ФК Ајакс              | 3-1, 1-0            |
|         |                                | полуфинале         | Италија                                          | ФК Интер              | 1-2, 1-2            |
| 1998/99 | Лига шампиона                  | 2 коло кв.         | Бугарска                                         | Литекс                | 5-0, 6-2            |
|         |                                | Група              | Аустрија                                         | ФК Штурм              | 2-0, 0-0            |
|         |                                | Група              | Шпанија                                          | ФК Реал Мадрид        | 2-1, 1-2            |
|         |                                | Група              | Италија                                          | Интер                 | 1-2, 1-1            |
| 1999/00 | Лига шампиона                  | 3 коло             | Србија и Црна Гора                               | ФК Партизан           | 2-0, 3-1            |
|         |                                | Група 1            | Холандија                                        | ФК Виљем II Тилбург   | 3-1, 1-1            |
|         |                                | Група 1            | Чешка                                            | ФК Спарта Праг        | 1-1, 2-5            |
|         |                                | Група 1            | Француска                                        | ФК Бордо              | 1-2, 2-1            |
| 1999/00 | УЕФА куп                       | 3 коло             | Енглеска                                         | ФК Лидс јунајтед      | 2-1, 0-1            |
| 2000/01 | Лига шампиона                  | Група 1            | Њемачка                                          | Бајер Леверкузен      | 2-0, 0-1            |
|         |                                | Група 1            | Шпанија                                          | ФК Реал Мадрид        | 0-1, 1-0            |
|         |                                | Група 1            | Португалија                                      | ФК Спортинг Лисабон   | 3-1, 3-0            |
|         |                                | Група 2            | Енглеска                                         | ФК Арсенал            | 4-1, 0-1            |
|         |                                | Група 2            | Француска                                        | ФК Олимпик Лион       | 0-3, 1-1            |
|         |                                | Група 2            | Њемачка                                          | Бајерн Минхен         | 0-1, 0-3            |
| 2001/02 | Лига шампиона                  | Група 1            | Холандија                                        | ФК Фајенорд Ротердам  | 2-2, 1-2            |
|         |                                | Група 1            | Њемачка                                          | Бајерн Минхен         | 1-3, 1-5            |
|         |                                | Група 1            | Чешка                                            | ФК Спарта Праг        | 0-2, 2-2            |
| 2002/03 | Лига шампиона                  | Група 1            | Швајцарска                                       | ФК Базел              | 0-2, 0-2            |
|         |                                | Група 1            | Шпанија                                          | ФК Валенсија          | 0-3, 0-3            |
|         |                                | Група 1            | Енглеска                                         | ФК Ливерпул           | 0-5, 1-3            |
| 2003/04 | УЕФА куп                       | 1 коло             | Данска                                           | ФК Есбјерг            | 2-1, 1-0            |
|         |                                | 2 коло             | Румунија                                         | ФК Динамо Букурешт    | 4-0, 1-3            |
|         |                                | 3 коло             | Шпанија                                          | ФК Мајорка            | 0-3, 1-0            |
| 2004    | Интертото куп                  | 1 коло             | Литванија                                        | ФК Атлантас Клајпеда  | 2-0, 0-1            |
|         |                                | 2 коло             | Хрватска                                         | НК Камен Инград       | 4-1, 1-0            |
|         |                                | 3 коло             | Шпанија                                          | ФК Виљареал           | 0-1, 2-2            |
| 2006/07 | Лига шампиона                  | 2 коло кв.         | Молдавија                                        | ФК Шериф Тираспољ     | 1-1, 0-0            |
|         |                                | 3 коло кв.         | Чешка                                            | ФК Слован Либерец     | 0-0, 2-1            |
|         |                                | Група              | Њемачка                                          | Бајерн Минхен         | 0-4, 2-2            |
|         |                                | Група              | Португалија                                      | ФК Спортинг Лисабон   | 1-1, 3-1            |
|         |                                | Група              | Италија                                          | Интер                 | 1-2, 0-1            |
| 2006/07 | УЕФА куп                       | 3 коло             | Шпанија                                          | ФК Селта Виго         | 1-1, 1-2            |
| 2007/08 | Лига шампиона                  | 3 коло             | Шкотска                                          | Селтик                | 1-1, 1-1 ns (3-4)   |
| 2007/08 | УЕФА куп                       | 1 коло             | Шведска                                          | Хакен                 | 5-0, 3-1            |
|         |                                | Група              | Њемачка                                          | Бајер Леверкузен      | 2-1                 |
|         |                                | Група              | Чешка                                            | Спарта Праг           | 0-0                 |
|         |                                | Група              | Швајцарска                                       | Цирих                 | 1-0                 |
|         |                                | Група              | Француска                                        | Тулуза                | 1-2                 |
|         |                                | 3 коло             | Француска                                        | Олимпик Марсеј        | 0-3, 2-0            |
| 2008/09 | Лига шампиона                  | 3 коло кв.         | Украјина                                         | Динамо Кијев          | 1-4, 1-4            |
| 2008/09 | УЕФА куп                       | 1 коло             | Чешка                                            | Бањик Острава         | 1-0, 1-1            |
|         |                                | Група              | Енглеска                                         | Тотенхем хотспур      | 2:2                 |
|         |                                | Група              | Италија                                          | Удинезе               | 1-2                 |
|         |                                | Група              | Хрватска                                         | Динамо Загреб         | 1-0                 |
|         |                                | Група              | Холандија                                        | НЕЦ                   | 1-2                 |
| 2010/11 | Лига шампиона                  | Група              | Француска                                        | ФК Олимпик Марсеј     | 1-0, 0-3            |
|         |                                | Група              | Словачка                                         | Жилина                | 3-0, 2-1            |
|         |                                | Група              | Енглеска                                         | Челси                 | 0-2, 1-4            |
| 2010/11 | Лига Европе                    | Шеснаестина финала | Швајцарска                                       | Базел                 | 3-2, 1-1            |
|         |                                | Осмина финала      | Холандија                                        | Ајакс                 | 1-0, 3-0            |
|         |                                | четвртфинале       | Португалија                                      | Порто                 | 1-5, 2-5            |
| 2011/12 | Лига Европе                    | плеј-оф кв.        | Пољска                                           | ФК Легија Варшава     | 2-2, 2-3            |
| 2012/13 | Лига шампиона                  | плеј-оф кв.        | Турска                                           | Фенербахче            | 2-1, 1-1            |
|         |                                | Група              | Шпанија                                          | Барселона             | 2-3, 0-3            |
|         |                                | Група              | Шкотска                                          | Селтик                | 2-3, 1-2            |
|         |                                | Група              | Португалија                                      | Бенфика               | 2-1, 0-2            |
| 2013/14 | Лига Европе                    | плеј-оф кв.        | Швајцарска                                       | Сент Гален            | 1-1, 2-4            |
| 2016/17 | Лига Европе                    | 3 коло кв.         | Кипар                                            | АЕК Ларнака           | 1-1, 0-1            |
| 2017/18 | Лига шампиона                  | Група              | Словенија                                        | Марибор               | 1-1, 1-1            |
|         |                                | Група              | Енглеска                                         | Ливерпул              | 1-1, 0-7            |
|         |                                | Група              | Шпанија                                          | Севиља                | 5-1, 1-2            |
| 2017/18 | Лига Европе                    | Шеснаестина финала | Шпанија                                          | Атлетик Билбао        | 1-3, 2-1            |
| 2018/19 | Лига шампиона                  | 3 коло кв.         | Грчка                                            | ПАОК                  | 2-3, 0-0            |
| 2018/19 | Лига Европе                    | Група              | Аустрија                                         | Рапид Беч             | 0-2, 1-2            |
|         |                                | Група              | Шпанија                                          | Виљареал              | 3-3, 0-2            |
|         |                                | Група              | Шкотска                                          | Ренџерс               | 0-0, 4-3            |
| 2019/20 | Лига Европе                    | 3 коло кв.         | Швајцарска                                       | Тун                   | 3-2, 2-1            |
|         |                                | плеј-оф кв.        | Португалија                                      | Брага                 | 0-1, 1-2            |
| 2021/22 | Лига шампиона                  | 3 коло кв.         | Португалија                                      | Бенфика               | 0-2, 0-2            |
| 2021/22 | Лига Европе                    | Група              | Пољска                                           | Легија Варшава        | 0-1, 1-0            |
|         |                                | Група              | Италија                                          | Наполи                | 3-2, 2-1            |
|         |                                | Група              | Енглеска                                         | Лестер Сити           | 3-4, 1-1            |